# Южнокашубский диалект

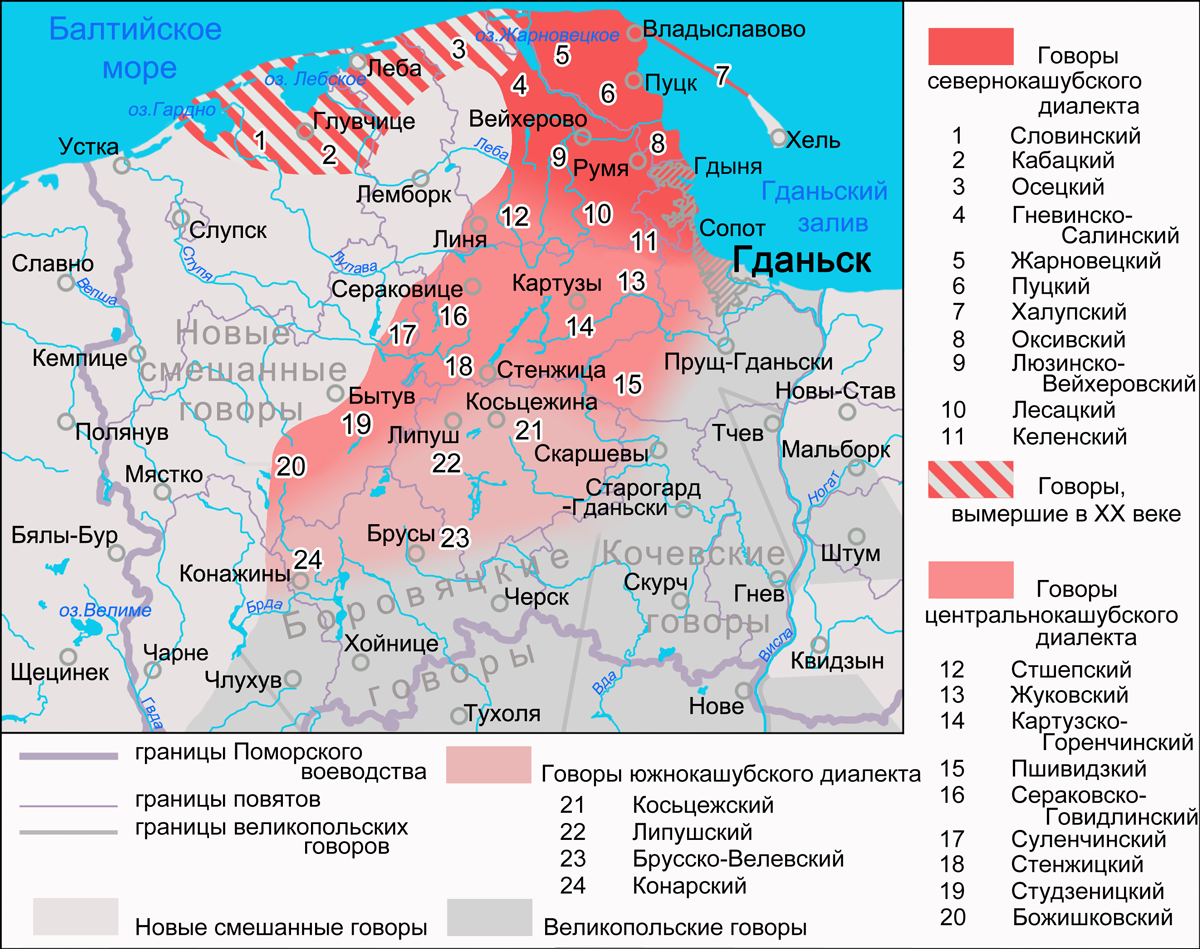
Территория размещения Южнокашубского диалекта на карте говоров кашубского языка
На основе данных.

Южнокашу́бский диале́кт (кашуб. pôłniowòkaszëbsczi dialekt, пол. południowokaszubski dialekt) — один из трёх диалектов кашубского языка (или кашубской группы диалектов польского языка) в южной части территории его распространения, включающей Косцежский повят и гмины на границе Бытувского с Хойницким повятом в Поморском воеводстве. В Южнокашубском в сравнении с другими кашубскими диалектами заметны сильное влияние говоров Великопольского диалекта и утрата архаичных, типично кашубских, диалектных черт. В целом Южнокашубский можно рассматривать как переходную группу говоров от великопольских Боровяцких и Кочевских к остальным говорам кашубского языка. Языковые отличия от польских говоров, присущие диалектам кашубского языка, и в их числе Южнокашубскому диалекту, сформировались в результате развития их из обособленного древнего диалекта племени поморян, в течение длительного времени находившихся под влиянием немецкого языка и занимавших периферийное положение по отношению к диалектам польского языка. Говоры Южнокашубского диалекта известны также в работах некоторых лингвистов как Заборское наречие (Заборский диалект) (Ф. Лоренц).

## Область распространения и говоры
Южнокашубский диалект занимает территории к югу и западу от среднекашубского диалекта, на востоке граничит с Кочевскими, а на юге с Боровяцкими говорами Великопольского диалекта. Наиболее известные и изученные южнокашубские говоры: Косьцежский, Липушский, Брусско-Велевский и Конарский. Распространение различных переходных говоров усложняет проведение чёткой границы южнокашубских говоров как с среднекашубскими, так и с говорами польского языка.
Фридрих Лоренц в первом томе Поморской грамматики (Gramatyka Pomorska) приводит классификацию диалектов кашубского языка, в которой южнокашубские говоры являются частью Южнопоморского диалекта, охватывая территорию его Заборского наречия. Два других наречия Южнопоморского диалекта (Южнокашубское и Кашубско-Заборское) включаются в территорию современных среднекашубских говоров:
- Заборское наречие
  - Севернозаборские говоры (Грабовский, Косьцежский, Скожевский, Гостомский, Липушский)
  - Южнозаборские говоры (Лешческо-Брусско-Велевский, Своженский, Конарский)
  - Переходные Польско-Заборские говоры
    - Переходные Кочевско-Заборские говоры (Пренговский, Вишинский, Гарчинско-Недамовский, Новокишевский, Голунский)
    - Переходные Боровяцко-Заборские говоры (Клонский)

## Основные особенности диалекта
Южнокашубские говоры разделяют все общекашубские черты: появление фонемы ë из кратких *i, *u, *y в определённых позициях; дифтонгизация континуантов ā, ō, ǒ; смешение y и i; отсутствие беглого e (dómk (пол. domek)); переход ra в re, ja в je в начале слова (remiã (пол. ramię)); сохранение мягкости перед *ŕ̥ (cwiardi (пол. twardy)); кашубение; переход мягких k’, g’ в ć, ʒ́ ; сохранение вибрации в ř; асинхронное произношение мягких губных; смешанный тип сандхи; отвердение l’ перед l; окончания прилагательных в родительном пад. ед. числа муж. и ср. рода -ewo; окончание -ta в глаголах 2-го лица мн. числа; словообразование с суффиксом -ak; форма dwa для всех родов и др. Помимо этого в Южнокашубском диалекте распространены собственные диалектные явления, также ему, как имеющему свойства переходного диалекта, присущи некоторые великопольские, а также севернопольские языковые черты. В то же время распространение архаичных кашубских явлений к югу снижается и во многих говорах Южнокашубского диалекта они практически отсутствуют. Как и всем кашубским диалектам, Южнокашубскому свойственны лексические заимствования из немецкого языка:
1. Отсутствие неметатизированных сочетаний вида *TorT.
2. Ударение инициальное (фиксированное, на первом слоге), в некоторых говорах падает на предпоследний слог как в диалектах польского языка[7]. Инициальное ударение является архаизмом, характерным для древнепольского языка, сменившимся на парокситоническое ударение в современном польском языке и его диалектах, и сохранившимся только у южных кашубов и у гуралей на юге Польши[8]. Также инициальное ударение характерно для чешского языка. Южнокашубское ударение отличается от ударения в среднекашубском диалекте, где оно разноместное, и в Севернокашубском, где оно разноместное подвижное, и кроме этого южнокашубское ударение отличается от севернокашубского силой: в Южнокашубском диалекте отсутствует ярко выраженный динамический характер ударения[5].
3. Нерегулярное употребление гласного ё или его отсутствие.
4. Распространение произношения ò как ło (в литературном кашубском łe).
5. Произношение ô как o или u.
6. Случаи сохранения беглого e.
7. Переход ł в ṷ как и в среднекашубском диалекте.
8. Сохранение смычки в dz в отличие от Севернокашубского диалекта.
9. Отсутствие отвердения n’ перед согласным и в конце слова в отличие от Севернокашубского диалекта.
10. Стяженные формы окончаний глаголов в спряжениях на -am, -em.
11. Наличие в творительном пад. ед. числа существительных муж. и ср. рода окончания -em (а не -ę как в Севернокашубском и среднекашубском).
12. Отсутствие реликтов двойственного числа в местоимениях в отличие от Севернокашубского диалекта.
13. Лексика Южнокашубского диалекта, как и среднекашубского, отличается от Севернокашубского отсутствием большого количества архаичных общеславянских слов, и наличием большего числа заимствований из немецкого литературного языка при отсутствии влияний нижненемецких говоров[5].

## Южнокашубский диалект в кашубской литературе
Впервые южнокашубские говоры стали основой для литературных произведений в творчестве И. Дердовского, не принимая языка Ф. Ценовы, сформированного на говорах севера Кашубии (Пуцкий повят) и искусственно полонизированного, И. Дердовский начинает писать на своём родном Велевском южнокашубском говоре (применяя польскую графику), дополняя его лексикой из других кашубских диалектов, сближая, таким образом, диалекты севера и юга к единой общепонятной для всех кашубов, и признаваемой ими родной, языковой форме. У А. Майковского также в основе творчества лежали южнокашубский говоры (прежде всего Косьцежский).